# Sorry Ma, Forgot to Take Out the Trash
Sorry Ma, Forgot to Take Out the Trash (рус. Прости мама, забыл вынести мусор) — дебютный студийный альбом американской панк-группы The Replacements, выпущенный 25 августа 1981 года.

## Об альбоме
Диск был записан на протяжении марта и июня 1981 года на студии Blackberry Way Suly, расположенной в Динкинтоне, районе Миннеаполиса. Песни «I Bought a Headache» и «Shiftless When Idle» являются двухканальными демозаписями, которые группа предоставила Twin/Tone Records. Они были записаны на Blackberry Way 21 июля 1980 года, по заявлению музыкантов, в нетрезвом состоянии.
Другим вариантом названия альбома являлось «Powertrash».
Песня «I’m in Trouble» была издана в качестве сингла 7 августа 1981 года. Бисайдом к ней была выбрана песня «If Only You Were Lonely», являющаяся ауттейком с альбома. Она доступна в качестве бонус-трека в подарочном издании альбома, выпущенном в 2008 году.
Другими ауттейками из альбома были: «Like You», «Skip It», «Junior’s Got a Gun», «D.E.A.D.», «Staples in Her Stomach» и «Off Your Pants».
Песня «Somethin’ to Dü» является отсылкой к другой миннеаполисской панк-группе Hüsker Dü.
Песня «Johnny’s Gonna Die» посвящена гитаристу групп The Heartbreakers и New York Dolls Джонни Сандерсу, оказавшему большое влияние на панк-сцену. Песня описывает его возрастающую героиновую зависимость. Первую часть песни исполнил Стинсон, а вторую Вестерберг.
Альбом прошёл ремастеринг и был переиздан на лейбле Rhino Entertainment 22 августа 2008 года с 13 дополнительными композициями.

## Список композиций
Все песни написаны Полом Вестербергом, за исключением особо отмеченных.

### Сторона A
1. «Takin' a Ride» — 2:23
2. «Careless» — 1:08
3. «Customer» — 1:29
4. «Hangin' Downtown» — 2:06
5. «Kick Your Door Down» — 3:11
6. «Otto» — 2:09
7. «I Bought a Headache» — 2:24
8. «Rattlesnake» (The Replacements) — 1:48
9. «I Hate Music» (The Replacements) — 1:50

### Сторона B
1. «Johnny’s Gonna Die» — 3:32
2. «Shiftless When Idle» — 2:18
3. «More Cigarettes» — 1:20
4. «Don’t Ask Why» — 1:57
5. «Somethin' to Dü» — 1:41
6. «I’m in Trouble» — 2:10
7. «Love You Till Friday» — 1:53
8. «Shutup» — 1:23
9. «Raised in the City» — 1:59

### Бонус-треки подарочного издания
1. «Raised in the City (demo)» — 2:16
2. «Shutup (demo)» — 1:39
3. «Don’t Turn Me Down (demo)» — 1:54
4. «Shape Up (demo)» — 2:11
5. «You Ain’t Gotta Dance (demo)» — 2:24
6. «Get on the Stick (demo)» — 1:39
7. «Oh Baby (demo)» — 1:18
8. «Like You (outtake)» — 1:44
9. «Get Lost (outtake)» — 2:27
10. «A Toe Needs a Shoe (outtake)» (Стинсон) — 2:09
11. «Customer (alternate take)» — 2:09
12. «Basement Jam (rehearsal)» (The Replacements) — 3:32
13. «If Only You Were Lonely» — 2:53

- Композиции 19-30 ранее не издавались.
- Композиция 31 изначально выпускалась в качестве бисайда сингла «I’m in Trouble».

## Участники записи
- Пол Вестерберг — вокал, ритм-гитара, продюсирование
- Боб Стинсон — лидер-гитара
- Томми Стинсон — бас-гитара
- Крис Марс — ударные
- Питер Джесперсон — продюсирование
- Стивен Фьелстэд — продюсирование, инжиниринг
- Пол Старк — микширование
- Лорри Аллен — фотография
- Эрик Хэнсон — фотография
- Грэг Хелгесон — оформление альбома
- Пэт Мориарти — оформление альбома
- Брюс Аллен — оформление альбома